# 蒙特普尔恰诺主教座堂

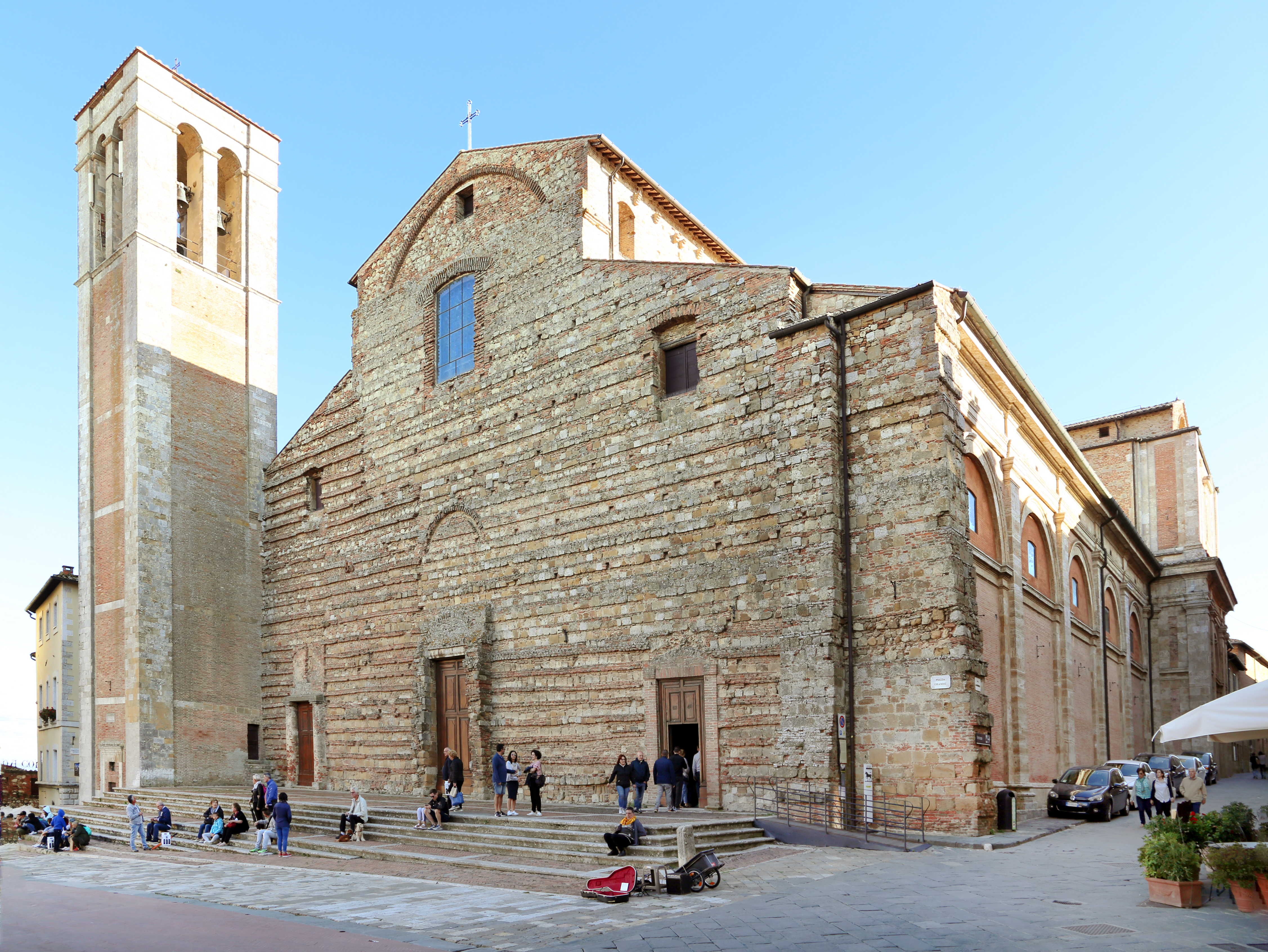
立面

43°05′32″N 11°46′51″E / 43.09234°N 11.78078°E
圣母升天主教座堂（義大利語：Cattedrale di Santa Maria Assunta）是天主教蒙特普爾恰諾-丘西-皮恩扎教區的主教座堂，位于意大利中部锡耶纳省的中世纪山城蒙特普尔恰诺。
该堂建于1586-1680年，文艺复兴风格，1712年6月19日祝圣。

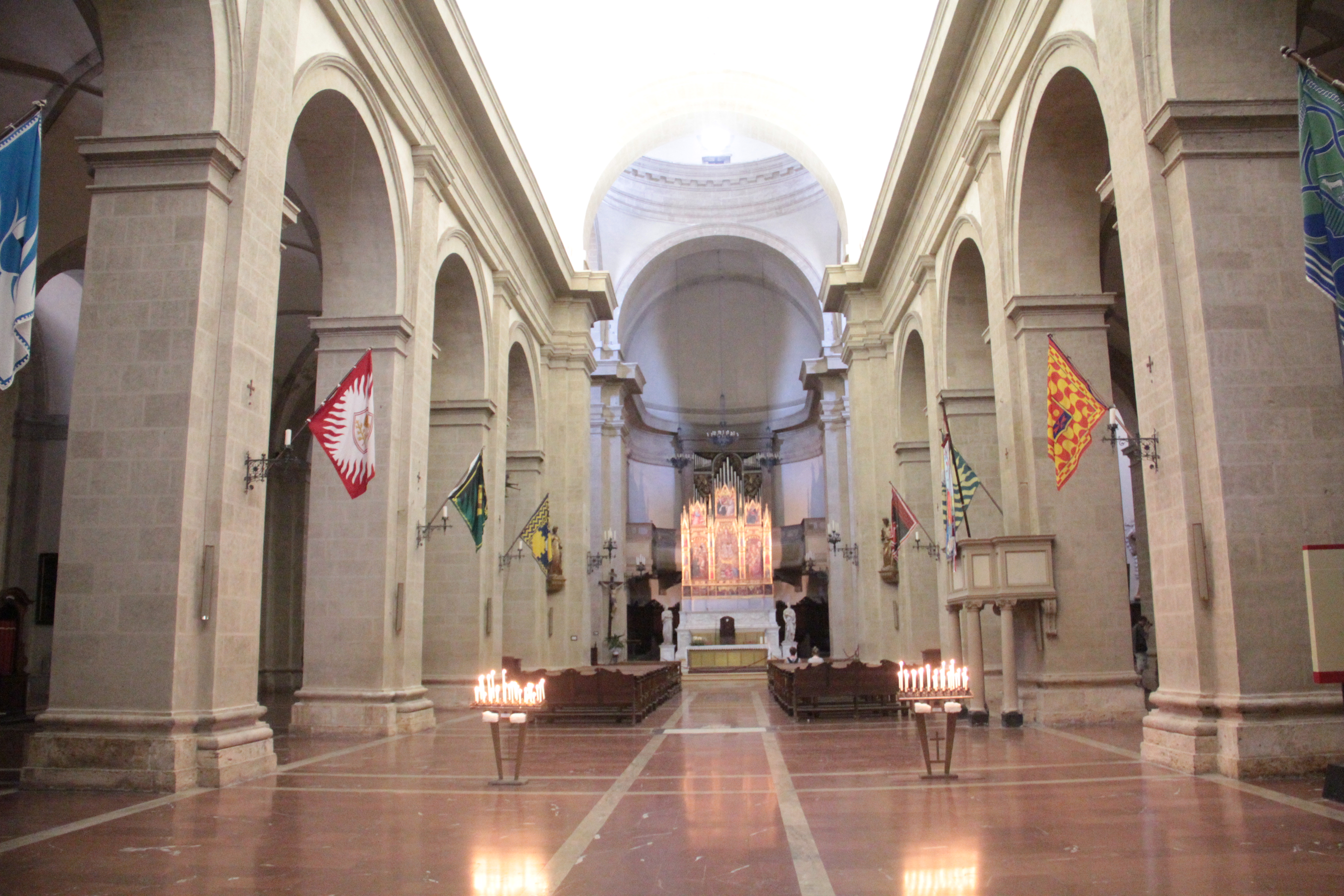
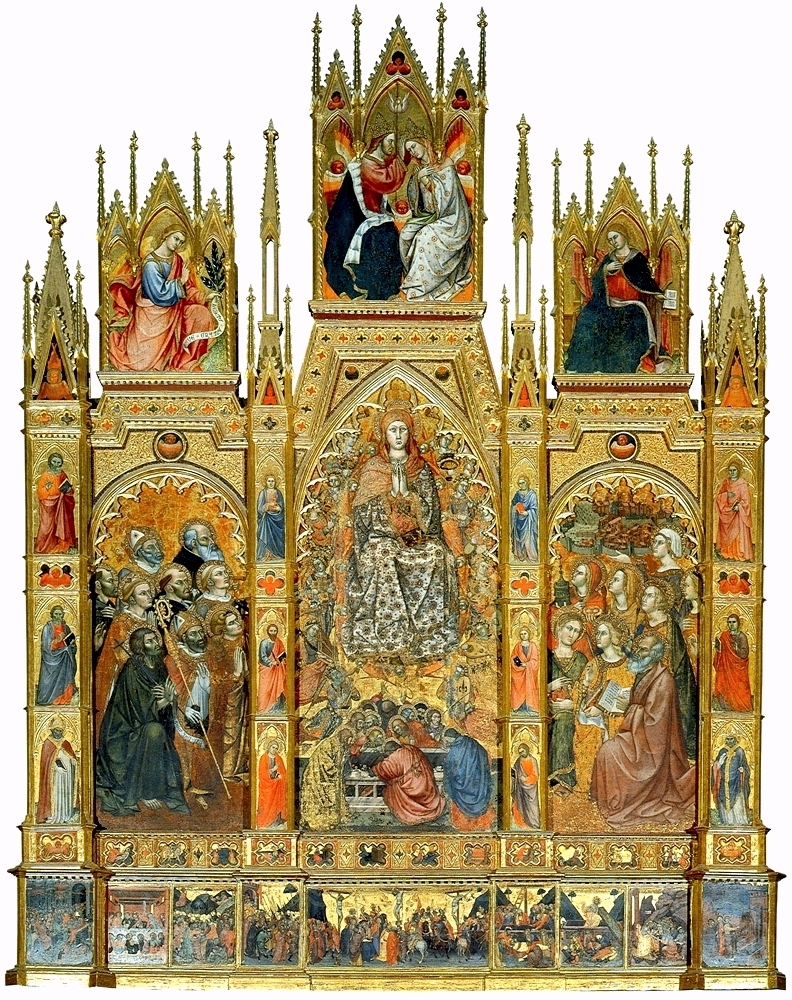
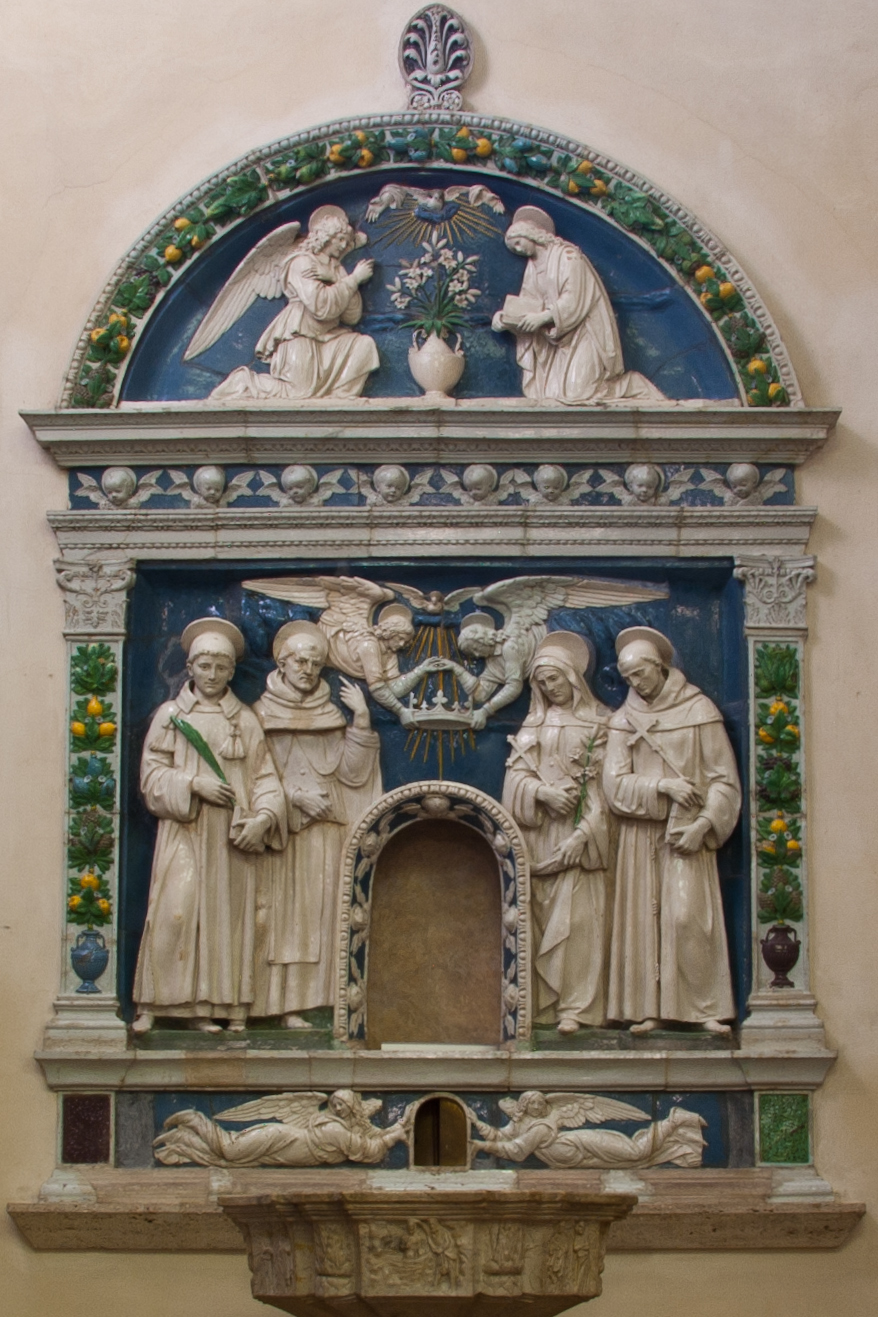